# Puchar Polski w piłce siatkowej mężczyzn (1995/1996)
Puchar Polski w piłce siatkowej mężczyzn 1995/1996 – 39. sezon rozgrywek o siatkarski Puchar Polski, rozgrywany od 1932 roku.

## Klasyfikacja końcowa
| Miejsce | Drużyna                     |
| ------- | --------------------------- |
| 1.      | Stal Hochland Nysa          |
| 2.      | AZS Yawal Częstochowa       |
| 3.      | Kazimierz Płomień Sosnowiec |
| 4.      | Morze ESPEBEPE Szczecin     |